# Schubert Motorsport
Schubert Motorsport è un team automobilistico tedesco fondato nel 1999. Alla guida del team c'è il team principal Torsten Schubert, ex pilota automobilistico. Dal 2004, il team ha sede a Oschersleben, in Germania.
Il team partecipa a diverse categorie automobilistiche, e nel 2022 si è laureata Campione del Mondo per i costruttori nel campionato DTM.

## Albo d'oro[2]
| Anno | Risultato | Punti | Vettura    |
| ---- | --------- | ----- | ---------- |
| 2022 | 1°        | 228   | BMW M4 GT3 |

1. ↑   Sito ufficiale, su schubert-motorsport.com. URL consultato il 7 dicembre 2022 (archiviato dall'url originale il 7 dicembre 2022).
2. ↑   Risultati, su it.motorsport.com.

## Campionato DTM
Nel 2022 la scuderia tedesca ha deciso di accettare la sfida del campionato DTM, affidandosi ai due piloti: Sheldon Van Der Linde e Philippe Eng. Il team è riuscito nella prima stagione a conquistare il titolo costruttori, accompagnato dal titolo piloti vinto da Van Der Linde. La scuderia , che utilizzava dell BMW M4 GT3, è riuscita anche a vincere 3 gare.